# Bräsmabärfis
Bräsmabärfis (Eurydema dominulus) är en insektsart som först beskrevs av Giovanni Antonio Scopoli 1763.  Bräsmabärfis ingår i släktet Eurydema, och familjen bärfisar. Enligt den svenska rödlistan är arten starkt hotad i Sverige. Arten förekommer i Götaland. Artens livsmiljö är jordbrukslandskap, våtmarker, skogslandskap.

## Bildgalleri

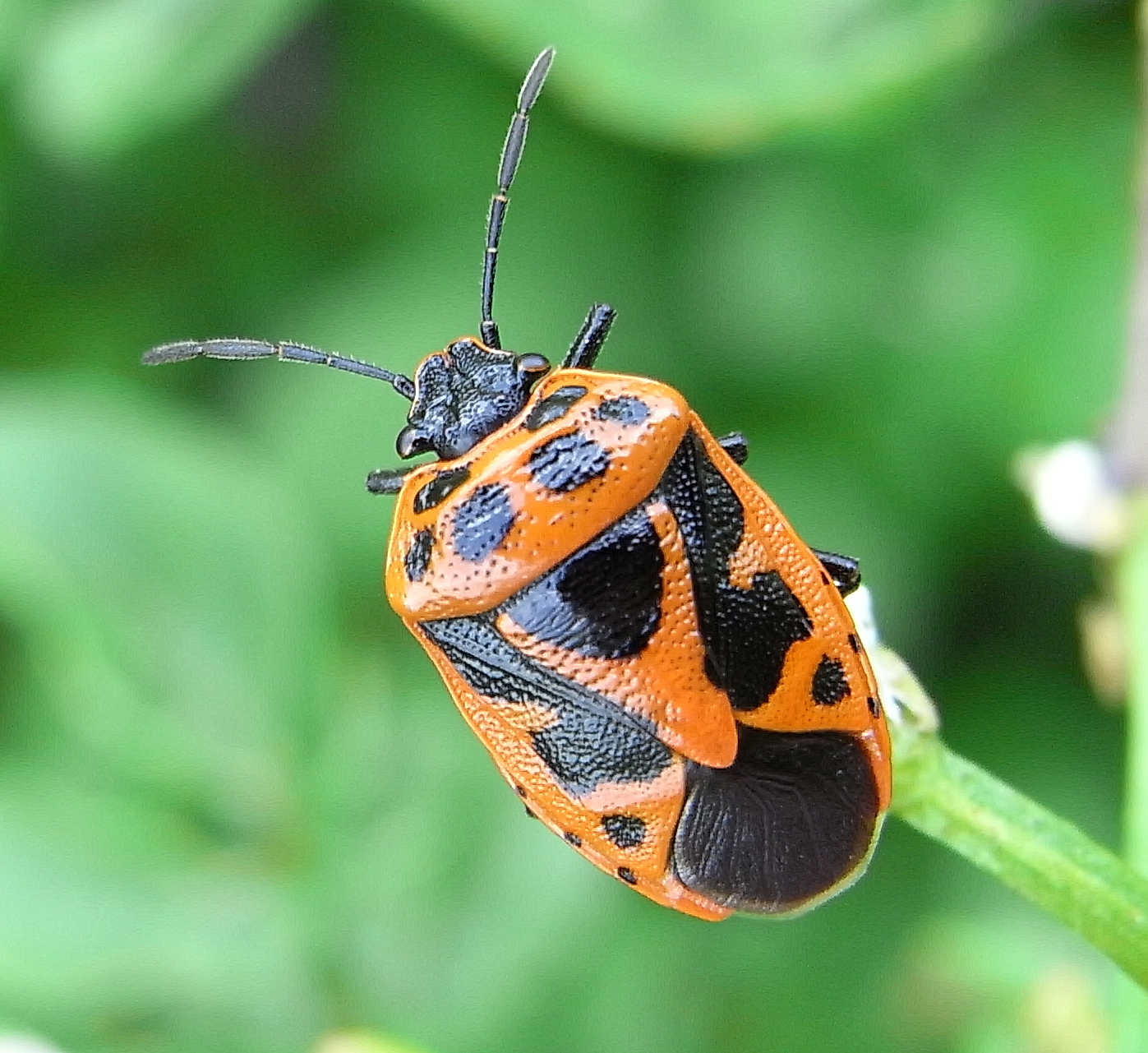
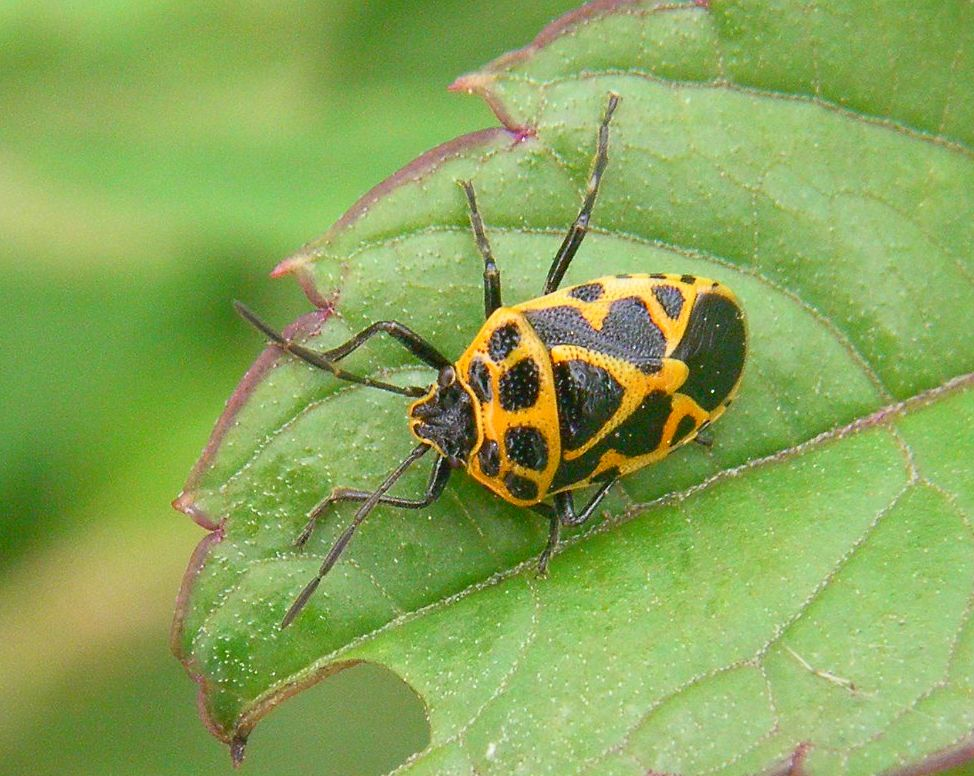